# Antonio Campuzano
Antonio Campuzano y Salazar (Cuzcurrita de Río Tirón, 20 de diciembre de 1769 - 1823) fue un político y marino español del siglo XIX.

## Biografía
Era hijo de Joaquín Campuzano y Salamanca, regidor de Santo Domingo de la Calzada, y de Manuela de Salazar y Salcedo. Tuvo dos hermanos: Joaquín, que fue bachiller en Leyes por la Universidad de Valladolid, y Francisco María, intendente, gobernador de aduanas y consejero honorario de Hacienda. Tanto él como su hermano Francisco fueron caballeros de la Orden de Carlos III.
Fue nombrado consejero honorario de Guerra y oficial de la Secretaría de Marina y archivero en 1815. Durante el período del Trienio Liberal, ocupó, entre el 15 y 18 de mayo de 1823, de manera interina, el cargo de ministro de Marina. Sucedía a Ramón Lorenzo Romay Jiménez de Cisneros y ocupó dicho puesto a la espera de que llegar a Madrid su sucesor, Francisco de Paula Ossorio y Vargas.
Se casó con María Luisa González y de Larrasa, natural de la ciudad gaditana de San Fernando e hija de Felipe González y Pérez, jefe de Escuadra de la Armada Española. Con ella tuvo una hija, Joaquina, nacida el 22 de febrero de 1798 en San Fernando (Cádiz), que se casó el 24 de noviembre de 1820, en Madrid, con el político y militar Serafín María de Sotto, que ocupó durante dos días el puesto de presidente del Consejo de Ministros en 1849 entre los períodos de Ramón María Narváez.